# Franz Xaver Richter

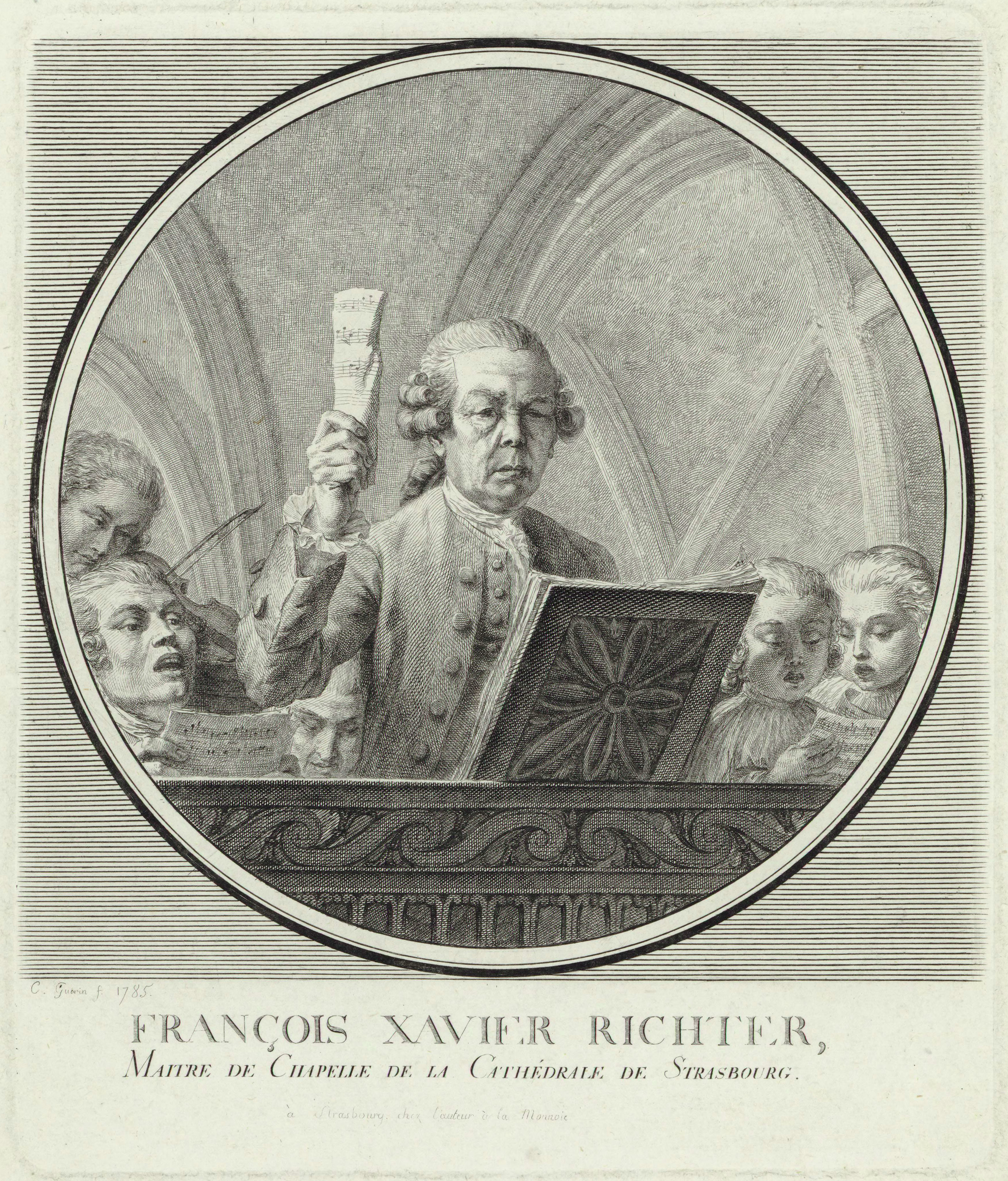
Franz Xaver Richter am Dirigentenpult, Stich von Christophe Guérin, 1785

Franz Xaver Richter, auch František Xaver Richter (* 1. Dezember 1709 in Holleschau, Mähren; † 12. September 1789 in Straßburg) war ein mährischer Sänger (Bass), Komponist und wichtiger Vertreter der Mannheimer Schule.

## Leben
Schon vorher ein bekannter und angesehener Bassist, stand Richter von 1740 bis 1747 als Vize-Kapellmeister in den Diensten von Fürstabt Anselm Reichlin von Meldegg zu Kempten im Allgäu. Während dieser Zeit entstand im Jahr 1742 sein „Kemptener Te Deum“, und es wurden zwölf seiner Sinfonien in Paris veröffentlicht. Seit 1747 gehörte er als Komponist, Geiger und Sänger (Bass) zur berühmten Mannheimer Hofkapelle des Kurfürsten Karl Theodor. 1769 folgte er Joseph Garnier als Kapellmeister des Straßburger Münsters, wo in seinen letzten Jahren Joseph Haydns berühmtester Schüler Ignaz Pleyel sein Stellvertreter war. In Frankreich nannte er sich François-Xavier Richter. Einem Brief Wolfgang Amadeus Mozarts an Leopold Mozart zufolge (datiert auf den 2. November 1778, während des Aufenthalts des Salzburger Komponisten in der Stadt) war er auch als starker Trinker bekannt.
In Franz Xaver Richters Werken verbinden sich Stilmerkmale des Barock mit galanten Elementen. Er gehörte zu jenen Meistern der Mannheimer Schule, die für die Anfänge der vorklassischen Sinfonie wichtig waren.
Bekannte Schüler Richters waren Carl Stamitz, František Xaver Pokorný, Joseph Martin Kraus, Ferdinand Fränzl und Sebastian Demar.
Seine sterblichen Überreste wurden auf dem Sankt-Gall-Friedhof in Straßburg-Königshoffen bestattet.

## Werke (Auswahl)

### Instrumentalmusik
- 70 Sinfonien
  - Sinfonien in Sammeldrucken mit verschiedenen Opuszahlen und Werken von verschiedenen Autoren
  - Six grandes simphonies pour les violons &c. en quatre parties séparées et double basse ... parte prima (seconda) (Paris, 1744)
  - Op. 2: Six Simphonies a deux Violons, Taille et Basse, deux Hautbois et deux Cors de Chasse; les quatre derniéres Parties ad Libitum (Amsterdam; London, 1760er)
  - Op. 4: Six Simphonies à deux Violons, Taille et Basse, deux Hautbois, ou Flutes traversieres, & deux Cors de Chasse (Amsterdam, ca. 1760)
  - Op. 7: Sei Sinfonie a otto. Due Violini, due Oboi o Flauti Viola Basso e due Corni (Paris, ca. 1765)
- Concerti
  - Concerto für Oboe in F
  - Concerto für Trompete in D
  - Concerto, composed for the Piano Forte in G (London)
- Six Quartetto’s for two Violins, Tenor and Violoncello (komponiert 1757; London, 1768; Paris, 1772, mit einem ausgetauschten Quartett, als Op. 5)
- Triosonaten
  - Op. 2: 6 Sonate da Camera für Cembalo, Querflöte und Violoncello (F, D, G, C, B, A)
  - Op. 3: Six Sonatas for two Violins and Violoncello, with a thorough Bass for the Harpsichord (London)
  - Op. 4: A second Set of six Sonatas for two Violins and a Violoncello with a thorough Bass for the Harspichord (London)

### Vokalmusik
- Karfreitags-Oratorium La deposizione dalla croce
- 30 Messen
- Magnificat C-Dur für Soli SAB, Chor, drei Trompeten, Pauken, Streicher und B. c. (Neuausgabe Berlin 2013)
- 40 Motetten
- Kemptener Te Deum

### Weitere Werke
- Theoriewerk Harmonische Belehrungen, Handschrift von 1784, gedruckt 1809